# 尼爾遜·施美度
尼爾遜·施美度（葡萄牙語：Nélson Cabral Semedo，1993年11月16日—），是一名葡萄牙足球運動員，現效力於土超球會費倫巴治，司職右閘，亦可擔任左閘。

## 俱樂部生涯
施美度2012年加入賓菲加B隊。2015/16球季升上賓菲加一隊。2017年7月，施美度以3000萬歐元轉會費，另加500萬歐元浮動條款從賓菲加轉會巴塞。
2020年9月，狼队宣布从巴塞罗那签下塞梅多，双方签约三年。

## 國家隊生涯
2015年10月，施美度首次代表葡萄牙國家隊出賽。2017年洲際國家盃葡萄牙取得季軍。

## 榮譽
俱樂部
- 巴塞隆納
  - 西班牙足球甲級聯賽冠軍：2017/18
  - 西班牙國王盃冠軍：2017/18
  - 西班牙超級盃 冠軍：2018年

國家隊

### 進球紀錄
國家隊
最後更新：2017年10月7日
| 國家隊 | 年份  | 出賽 | 入球 |
| ------ | ----- | ---- | ---- |
| 葡萄牙 | 2015  | 1    | 0    |
| 葡萄牙 | 2016  | 0    | 0    |
| 葡萄牙 | 2017  | 6    | 0    |
| Total  | Total | 7    | 0    |